# Гонкат (Каліфорнія)
Гонкат (англ. Honcut) — переписна місцевість (CDP) в США, в окрузі Б'ютт штату Каліфорнія. Населення — 306 осіб (2020).

## Географія
Гонкат розташований за координатами 39°19′57″ пн. ш. 121°32′20″ зх. д. / 39.33250° пн. ш. 121.53889° зх. д. (39.332590, -121.538755).  За даними Бюро перепису населення США в 2010 році переписна місцевість мала площу 10,97 км², уся площа — суходіл.

## Демографія
Згідно з переписом 2010 року, у переписній місцевості мешкало 370 осіб у 106 домогосподарствах у складі 85 родин. Густота населення становила 34 особи/км².  Було 115 помешкань (10/км²).
Расовий склад населення:
| - 67,0 % — білих - 3,8 % — корінних американців - 1,6 % — чорних або афроамериканців - 1,1 % — азіатів - 23,0 % — осіб інших рас |

До двох чи більше рас належало 3,5 %. Частка іспаномовних становила 39,2 % від усіх жителів.
За віковим діапазоном населення розподілялося таким чином: 30,5 % — особи молодші 18 років, 56,3 % — особи у віці 18—64 років, 13,2 % — особи у віці 65 років та старші. Медіана віку мешканця становила 36,8 року. На 100 осіб жіночої статі у переписній місцевості припадало 104,4 чоловіків;  на 100 жінок у віці від 18 років та старших — 125,4 чоловіків також старших 18 років.
За межею бідності перебувало 42,8 % осіб, у тому числі 100,0 % дітей у віці до 18 років та 0,0 % осіб у віці 65 років та старших.
Цивільне працевлаштоване населення становило 103 особи. Основні галузі зайнятості: будівництво — 42,7 %, транспорт — 30,1 %, мистецтво, розваги та відпочинок — 18,4 %, науковці, спеціалісти, менеджери — 8,7 %.